# رونالد براون
رونالد براون (انگلیسی: Ronald Brown؛ زادهٔ ۲ سپتامبر ۱۹۹۵) ورزشکار راگبی ۷ نفره اهل آفریقای جنوبی است.